# Etxebarria
Etxebarria – gmina w Hiszpanii, w prowincji Biskaja, w Kraju Basków, o powierzchni 18,1 km². W 2011 roku gmina liczyła 805 mieszkańców.